# Klein Meckelsen
Klein Meckelsen er en kommune med knap 900 indbyggere (2013) i den vestlige del af Samtgemeinde Sittensen i den østlige centrale del af Landkreis Rotenburg (Wümme), i den nordlige del af den tyske delstat Niedersachsen.

## Geografi
I kommunen ligger ud over Klein Meckelsen landsbyerne Langenfelde og Marschhorst.